# Ferrocyphen
Bei Ferrocyphen handelt es sich um komplex gebundenes Eisen(II), welches von zwei (1,10)-Phenanthrolin-Liganden und zwei Cyanidionen koordiniert wird. Damit bildet sich ein elektrisch neutraler Chelatkomplex. Ein verwandter Komplex mit drei Phenanthrolin-Liganden aber ohne Cyanid-Liganden ist das Ferroin.

## Darstellung
Die Darstellung im Labor verläuft am besten über die Verdrängung von 1,10-Phenanthrolin-Liganden (phen) aus dem Tris(1,10-Phenanthrolin)eisen(II)-Kation durch Cyanid-Ionen.
{\displaystyle {\ce {Fe(NH4)2(SO4)2*6 H2O + 3 (phen*H2O)}}}
{\displaystyle {\ce {-> [Fe(phen)3SO4] + (NH4)2SO4 + 9 H2O}}}

{\displaystyle {\ce {[Fe(phen)3]SO4 + 2 KCN + 3 H2O}}}
-> {\displaystyle {\ce {[Fe(phen)2(CN)2]* 2 H2O + K2SO4 + (phen * H2O)}}}
Andere Wege, wie die Verdrängung von Cyanidionen durch Phenanthrolin verlaufen deutlich langsamer, sowie in geringerer Ausbeute. Die direkte Kombination einer Eisen(II)-Lösung mit äquimolaren Mengen von Kaliumcyanid und 1,10-Phenanthrolin liefert zunächst einen Mix verschiedener Komplexe, deren Umlagerung zum gewünschten Produkt zu lange dauert, um praktikabel zu sein.

## Verwendung
Ferrocyphen dient bei Redox-Titrationen (z. B. Nitritometrie) als Redoxindikator, da sich die Farbe des Komplexes durch Oxidation von gelb (Fe2+, Ferrocyphen) nach violett (Fe3+, Ferricyphen) verändert. Weitere Anwendung findet es in der Titration schwacher Basen in nichtwässrigen Medien sowie für aromatische Diazotierungs-Titrationen.